# Cantó de Sent Liunard
El cantó de Sent Liunard és un cantó francès del departament de l'Alta Viena, situat al districte de Llemotges. Té 10 municipis i el cap és Sent Liunard.

## Municipis
- Champ Menesterí
- Lo Chastanèt
- Esboleu
- La Janestosa
- Moissanas
- Roiéra
- Sent Deunis
- Sent Liunard
- Sent Martin Tarrassos
- Sauviac

## Història
| Data d'elecció                           | Identitat           | Partit           | Qualitat |
| ---------------------------------------- | ------------------- | ---------------- | -------- |
| 1961-1973                                | René Barrière       | SFIO, després PS |          |
| 1973-1979                                | André Ribière       | PCF              |          |
| 1979-1991                                | Raymond Coudert     | PS               |          |
| 1991-2004                                | Jean-Paul Bardon    | PS               |          |
| 2004-                                    | Jean-Claude Leblois | PS               |          |
| les dades anteriors no són pas conegudes |                     |                  |          |
|                                          |                     |                  |          |

## Demografia
| 1962   | 1968   | 1975   | 1982   | 1990   | 1999  | 2006  |
| ------ | ------ | ------ | ------ | ------ | ----- | ----- |
| 10.391 | 10.242 | 10.338 | 10.308 | 10.253 | 9.759 | 9.824 |